# ماونت بيرل
ماونت بيرل (بالإنجليزية:  Mount Pearl)‏ هي مدينة كندية تقع في إقليم نيوفاوندلاند ولابرادور. يبلغ عدد سكان مدينة ماونت بيرل حوالي 24,671 نسمة حسب إحصائيات سنة 2006 Mount Pearl هي مدينة مزدهرة تقع في مقاطعة نيوفاوندلاند ولابرادور في كندا، وتعد جزءًا من منطقة العاصمة الكبرى سانت جون. تأسست المدينة في عام 1955 كمنطقة سكنية تابعة لسانت جون، ومنذ ذلك الحين نمت لتصبح ثاني أكبر مدينة في المقاطعة.
تتميز Mount Pearl ببيئة طبيعية جميلة، حيث تحيط بها المساحات الخضراء والمتنزهات التي توفر للسكان والزوار فرصًا للاستمتاع بالأنشطة في الهواء الطلق مثل المشي وركوب الدراجات. المدينة تحتضن مجتمعًا متنوعًا وودودًا، يعزز الروح المجتمعية من خلال الفعاليات المحلية والمهرجانات التي تقام على مدار العام.
الاقتصاد في Mount Pearl متنوع، حيث تضم المدينة مجموعة من الشركات والمحلات التجارية، مما يساهم في توفير فرص العمل والخدمات للسكان. كما تشهد المدينة نموًا في البنية التحتية والخدمات العامة، بما في ذلك تطوير المرافق الرياضية وتحسين وسائل النقل.
من بين المعالم البارزة في Mount Pearl، يوجد مركز رياضي وحدائق مفتوحة تقدم خيارات ترفيهية متنوعة. مع استمرار النمو والتنمية، تظل Mount Pearl مكانًا جذابًا للعيش والعمل، بفضل مزاياها الطبيعية والحضرية المتوازنة.

## المناخ
يظهر الجدول التالي التغييرات المناخية على مدار السنة لماونت بيرل:
| البيانات المناخية لـماونت بيرل    | البيانات المناخية لـماونت بيرل | البيانات المناخية لـماونت بيرل | البيانات المناخية لـماونت بيرل | البيانات المناخية لـماونت بيرل | البيانات المناخية لـماونت بيرل | البيانات المناخية لـماونت بيرل | البيانات المناخية لـماونت بيرل | البيانات المناخية لـماونت بيرل | البيانات المناخية لـماونت بيرل | البيانات المناخية لـماونت بيرل | البيانات المناخية لـماونت بيرل | البيانات المناخية لـماونت بيرل | البيانات المناخية لـماونت بيرل |
| الشهر                             | يناير                          | فبراير                         | مارس                           | أبريل                          | مايو                           | يونيو                          | يوليو                          | أغسطس                          | سبتمبر                         | أكتوبر                         | نوفمبر                         | ديسمبر                         | المعدل السنوي                  |
| --------------------------------- | ------------------------------ | ------------------------------ | ------------------------------ | ------------------------------ | ------------------------------ | ------------------------------ | ------------------------------ | ------------------------------ | ------------------------------ | ------------------------------ | ------------------------------ | ------------------------------ | ------------------------------ |
| الدرجة القصوى °م (°ف)             | 18 (64)                        | 15 (59)                        | 17 (63)                        | 25 (77)                        | 29 (84)                        | 32 (90)                        | 33 (91)                        | 31 (88)                        | 30 (86)                        | 26 (79)                        | 22 (72)                        | 19 (66)                        | 33 (91)                        |
| متوسط درجة الحرارة الكبرى °م (°ف) | 0.6 (33.1)                     | 0.1 (32.2)                     | 2.2 (36.0)                     | 7.0 (44.6)                     | 12.3 (54.1)                    | 17.2 (63.0)                    | 23.1 (73.6)                    | 22.2 (72.0)                    | 18.4 (65.1)                    | 12.2 (54.0)                    | 7.6 (45.7)                     | 3.1 (37.6)                     | 10.5 (50.9)                    |
| متوسط درجة الحرارة الصغرى °م (°ف) | −6.3 (20.7)                    | −6.6 (20.1)                    | −4.5 (23.9)                    | −0.4 (31.3)                    | 3.1 (37.6)                     | 7.8 (46.0)                     | 13.0 (55.4)                    | 13.7 (56.7)                    | 10.2 (50.4)                    | 6.1 (43.0)                     | 1.4 (34.5)                     | −3.2 (26.2)                    | 2.9 (37.2)                     |
| أدنى درجة حرارة °م (°ف)           | −20.3 (−4.5)                   | −21 (−6)                       | −19.5 (−3.1)                   | −13 (9)                        | −5.2 (22.6)                    | −2.4 (27.7)                    | 2.1 (35.8)                     | 2.6 (36.7)                     | 1.7 (35.1)                     | −4.6 (23.7)                    | −11.5 (11.3)                   | −18.6 (−1.5)                   | −21 (−6)                       |
| المصدر: Environment Canada        |                                |                                |                                |                                |                                |                                |                                |                                |                                |                                |                                |                                |                                |